# 小西甚一
小西 甚一（こにし じんいち、1915年〈大正4年〉8月22日 - 2007年〈平成19年〉5月26日）は、日本の文学者（日本中世文学、比較文学）。文学博士（東京文理科大学・論文博士・1954年）。筑波大学名誉教授。

## 人物
東京高等師範学校、東京文理科大学国語国文科、同研究科を卒業後、東京教育大学教授、筑波大学教授、筑波大学副学長を歴任。米国に長く滞在し、日本文学の国際化や学問の輸入に貢献した。『古文研究法』の執筆など、大学受験指導の啓蒙でも知られる。
1951年（昭和26年）、『文鏡秘府論考』により日本学士院賞を受賞。1987年（昭和62年）、勲二等瑞宝章。1999年（平成11年）、文化功労者。

## 来歴・人物
三重県宇治山田市船江町（現・三重県伊勢市船江）に生まれる。生家は魚屋だった。三重県立宇治山田中学校、東京高等師範学校を経て、1936年（昭和11年）、東京文理科大学国語国文科を卒業。1940年（昭和15年）、同研究科修了。1954年（昭和29年）、文学博士の学位を取得（東京文理科大学）。論文の題は「文鏡秘府論考」。
東京教育大学文学部教授、筑波大学文芸・言語学系教授、スタンフォード大学客員教授、ハワイ大学高等研究員、アメリカ議会図書館常任学術審議員、プリンストン大学高等研究員等を歴任し、日本文学研究の国際化に貢献した。
専攻は日本中世文学、比較文学で、飯尾宗祇の連歌や世阿弥の能等。また、俳句研究にも造詣があり、松尾芭蕉に関するものも多い。
全5巻の大著『日本文藝史』は第1巻刊行と同時に英訳版がプリンストン大学出版会から出ている（第3巻まで。第4、5巻は未刊行）。1992年（平成4年）、同書により大佛次郎賞を受賞。
その他の著書に『梁塵秘抄考』、『文鏡秘府論考』、『能楽論研究』、『俳句の世界』等がある。
また、スタンフォード大学滞在中に、当時のアメリカ最新の文芸批評の方法論を学び、日本で従来一般的であった、あるイデオロギー（カトリシズムやマルクス主義）と合う程度いかんで作品を評価する截断批評や、たんに主観的な印象批評に替わるものとして、表現そのものに拠り所を求めようとする批評を分析批評と名付けて紹介、日本の国語教育や国文学研究に影響を与えた。
1999年（平成11年）に文化功労者となる。2007年5月26日、肺炎のため東京都西東京市の病院で死去。享年91。

## エピソード
- 学者として壮年期に日本学士院賞を受賞したが、同時に大学受験指導普及に熱心で、大学受験ラジオ講座の講師を務めたほか、自ら著した学習参考書『古文研究法』（洛陽社）は単なる参考書を超えた国文学入門書としてファンが多く、ロングセラーとなっている。自ら編纂した代表的な学習参考書は、他に『国文法ちかみち』（洛陽社、重版中）、『古文の読解』（旺文社、ちくま学芸文庫として復刊）等があり、コンパクトな古語辞典の先駆けとなる『基本古語辞典』（大修館書店、のち『学習基本古語辞典』に改題）がある。

| 「                          | これからの日本を背負ってゆく若人たちが、貴重な青春を割いて読む本は、たいへん重要なのである。学者が学習書を著すことは、学位論文を書くのと同等の重みで考えられなくてはいけない。りっぱな学者がどしどし良い学習書を著してくれることは、これからの日本のため、非常に望ましい。 | 」 |
| —『古文研究法』「はしがき」 | |    |

- 東京高等師範学校の先輩にあたる佐伯梅友とは東京教育大学で研究室が同じで、佐伯とのエピソードや佐伯文法を自らの学習参考書で頻繁に紹介している。
- 趣味は、能（観世流）、狂言（和泉流）、俳句（『寒雷』同人）、将棋4段で、能狂言は自ら舞台にも立った。
- 国文学者としては珍しく語学を得意とし、英語、中国語に堪能で、独語、仏語は読み書きができ、朝鮮語を読むことができた[2]。アメリカ合衆国の日本文学研究者、アール・マイナー、ロバート・ブラウアーと共著で、『古今和歌集』の配列が、恋の始まりから終りまでを示しているという論文を英文で発表したこともある。
- 東京教育大学在勤時には学園紛争に忙殺され、同大の筑波移転問題に際しては、文学部で数少ない賛成派で、移転後に筑波大学で要職を務めたこともあり、主義論説面では保守派と見なされていた。
- 三島由紀夫とは自決の数年前に『世阿弥と謡曲』について、ドナルド・キーンと3人で座談しており（のち新旧の『三島由紀夫全集』に所収）、『日本文藝史』第5巻の最後は三島由紀夫の礼讃で締めている。なおキーンとは終生の友人であった。

## 著作
- 『梁塵秘抄考』 三省堂 1941
- 『文鏡秘府論考 研究篇上』 大八洲出版 1948、大日本雄弁会講談社 1952
- 『文鏡秘府論考 第2 研究篇下』 大日本雄弁会講談社 1951
- 『文鏡秘府論考 第3 攷文篇』 大日本雄弁会講談社 1953 校本の集成
- 『土佐日記評解』 有精堂出版 1951
- 『俳句』（研究社学生文庫） 研究社出版 1952
- 『枕草子新釈』 金子書房 1953
- 『日本文学史』 弘文堂〈アテネ新書〉 1953
  - 『日本文学史』 講談社学術文庫 1993（ドナルド・キーン解説）
- 『古文研究法』 洛陽社 1955・再版1962、改訂版1965
  - 『古文研究法』ちくま学芸文庫 2015
- 『国文法ちかみち』 洛陽社 1959
  - 『国文法ちかみち』ちくま学芸文庫 2016
- 『能楽論研究』塙書房 1961・新版2007
- 『古文の読解』旺文社 1962・1981（改訂版）
  - 『古文の読解』ちくま学芸文庫 2010（改訂新版）
- 『基本古語辞典』大修館書店 1966・1969（改訂版）、三訂版1974、新装版2011
  - 『学習基本古語辞典』大修館書店 1983（二色刷大型判、三訂版を改版）
- 『日本詩人選16 宗祇』 筑摩書房 1971
- 『「道」――中世の理念』 講談社現代新書 1975
  - 『中世の文藝――「道」という理念』 講談社学術文庫 1997
- 『新校六百番歌合』 有精堂出版 1976 （大著）
- 『俳句の世界』 研究社出版 1981
  - 『俳句の世界――発生から現代まで』 講談社学術文庫 1995
- 『日本文藝史』（全5巻） 講談社 1985-1992
- 『日本文藝の詩学』みすず書房 1998
- 『日本文藝史別巻 日本文学原論 付日本文藝史全巻索引』 笠間書院 2009
  - 未定稿を弟子6名が読み解き編集した。

### 校注ほか
- 『古今和歌集』（新註国文学叢書） 大日本雄弁会講談社 1949
- 『宗祇連歌集1』 古典文庫 1950
- 『宗祇連歌集2』 古典文庫 1953
- 『梁塵秘抄』（日本古典全書） 朝日新聞社 1953
- 『世阿弥十六部集』（日本古典文学全集） 河出書房 1954
- 『古代歌謡集』（日本古典文学大系3） 岩波書店 1957 （土橋寛と共注）
- 『日本の思想8 世阿弥集』（編訳） 筑摩書房 1970
  - 『世阿弥能楽論集』（編訳） たちばな出版 2004 （改訂版）
  - 『風姿花伝・花鏡』 タチバナ教養文庫 2012（抄版）
- 『文学概念の変遷』（比較思想・文化叢書） 国書刊行会 1977 （編著）
- 『一言芳談』 ちくま学芸文庫 1998、復刊2022（校注）[3]

### 英訳
- A History of Japanese Literature v. 1 - 3, translated by Aileen Gatten and Nicholas Teele, edited by Earl Miner, Princeton University Press, 1984-1991

## 関連人物
- 能勢朝次 - 東京高等師範学校・東京文理科大学在学中のクラス担任
- 佐伯梅友 - 東京教育大学教員時代の同じ研究室の同僚
- 山田孝雄 - 連歌の師匠であった国語学者
- 観世寿夫 - 能の師匠であった能楽師
- 表章 - 後輩で能研究で著名、遺著「日本文学原論」を編纂
- ジョージ・ベイリー・サンソム - スタンフォード大学客員教授時代の世話人となった日本学者
- 阿部邦義 - 教え子で自らの著書『古文研究法』を出版した洛陽社の社長[4]。